# Reformas de Toledo
Las reformas de Toledo fueron una serie de reformas introducidas por el virrey Francisco de Toledo en las leyes españolas vigentes en el Virreinato del Perú en la década de 1570.

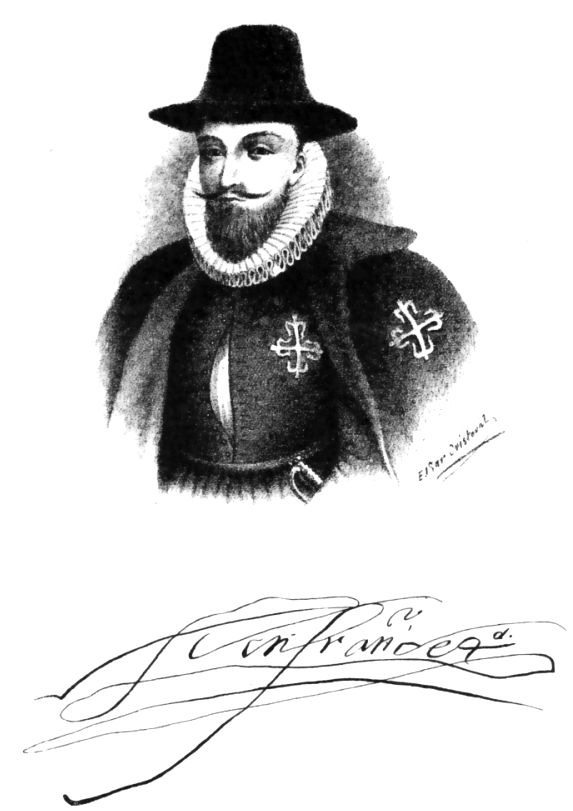
Francisco Álvarez de Toledo y su rúbrica. Grabado de Evaristo San Cristóbal,. Es la clásica imagen del virrey en el según la descripción de los cronistas: vestido de negro riguroso, espada al cinto y con una gran cruz verde de la Orden de Alcántara en el pecho.

## Contexto
Los años 1536-1554 fueron considerados los años de crisis y agitación en el Perú. Durante este período surgieron varios problemas que requerían atención urgente. A los conquistadores españoles les resultó difícil mantener el orden en los Andes. Uno de los problemas fue la introducción de las Leyes Nuevas de 1542 establecidas por el virrey Blasco Núñez Vela y el debilitamiento del sistema de encomienda. Estas leyes estaban destinadas a poner fin a la explotación de los nativos mediante la introducción de un sistema justo de impuestos. Esto enfureció a los encomenderos porque sintieron que era una injerencia directa en las tierras que conquistaron por la fuerza y porque las leyes les perjudicaban económicamente. 
Las Leyes Nuevas revirtieron la encomienda al Rey de los titulares originales que, en un principio, querían pasarla a sus descendientes creando un linaje casi aristocrático. Sin embargo, el Rey no quería que su poder y su deseo se salieran de control. Este sistema se vio debilitado por la competencia de otras empresas económicas españolas, las cargas fiscales y laborales de los encomenderos y la propagación de enfermedades epidémicas europeas entre los pueblos andinos. Esta crisis económica necesitaba una pronta atención.

## Medidas
Para hacer frente a los problemas emergentes, el rey Felipe II de España nombró a Francisco de Toledo como nuevo virrey del Perú en 1568. Durante su gobierno de doce años, estableció reformas que consideró que resolverían la crisis económica en los Andes. Las reformas de Francisco de Toledo trataron tres cuestiones fundamentales. El primero fue organizar a los pueblos indígenas en grandes pueblos llamados reducciones. Las reducciones se dividieron entonces en 614 distritos administrativos llamados repartimientos. Cada repartimiento estaba encabezado por un curaca. La segunda cuestión fue la imposición de un sistema regularizado de tributación que era el tributo. El monto del impuesto era muy alto. El tributo debía ser pagado por todos los hombres indígenas entre las edades de 18 a 50 y el monto a pagar se basaba en el estatus social del pagador. Los curacas estaban exentos del pago del tributo y eran los encargados de recaudar el tributo. El tema final fue el establecimiento de un sistema de trabajo forzado llamado mita. El trabajo forzoso se utilizó para trabajar en las minas de mercurio y plata del Perú y el Alto Perú. Este sistema se estableció para que la riqueza obtenida de estas minas pudiera trasladarse a España.

### Las reducciones de indios
El virrey Francisco de Toledo pretendía revertir la suerte del dominio español en los Andes y "engrandecer el poder español mediante la consolidación del dominio virreinal y reactivar el flujo de plata andina al tesoro metropolitano". Para lograr estos objetivos económicos y políticos de manera eficiente, una de las medidas que Toledo propuso fue reubicar a las poblaciones indígenas dispersas de los Andes en asentamientos más grandes, llamados "reducciones", con el propósito de evangelizarlos, gravarlos y gobernarlos para cumplir con las costumbres y los intereses económicos de la Corona.
Al principio de su evaluación de la región andina, Francisco de Toledo idealizó un reasentamiento masivo para transformar a los andinos “de salvajes a hombres y de bárbaros a civilizados”. La campaña que tuvo lugar en los Andes fue parte de las reformas más amplias que había estado conceptualizando desde 1567 y consultando con las autoridades españolas. El propio Toledo realizó una inspección masiva del corazón de los Andes entre 1570 y 1575 y llevó a toda la corte virreinal al viaje. Caminando por las montañas del altiplano central y sur, tomó observaciones detalladas para legitimar su plan y motivó a los inspectores y administradores del proyecto. La selección de sitios “apropiados” para las reducciones a menudo caía dentro de “áreas de beneficio económico probado o potencial para la Corona”, que a menudo estaba cerca de zonas mineras y valles agrícolas. Toledo también desarrolló un inmenso y completo cuerpo de normas que sentarían las bases de la ambición colonial de reorganizar la sociedad andina.
Las reducciones toledanas y las misiones jesuíticas tenían en común una premisa doctrinaria, sintetizada por José de Acosta en el siguiente adagio que fue la ideología de los misioneros jesuitas posteriores: «primero hay que cuidar que los bárbaros aprendan a ser hombres, y después, a ser cristianos». Las nociones de «primero hombres, después cristianos» pone de manifiesto las aspiraciones paternalistas de las autoridades de la corona: no solo se deseaba lograr una eficiente administración de la población nativa, sino además lograr una transformación total en sus formas de vida a nivel físico y moral, acorde a los valores católicos y las concepciones de la persona humana como ser o animal social en la Escolástica. Habiendo un énfasis en sedentarizar a los indios nómadas, conforme a las normas de urbanidad medieval (congregarse en una urbs y organizarse en una civitas), para su propio beneficio del indio, en tanto que se deseaba que aprendan a ayudarse entre sí, fomentar virtudes, desarrollar sabiduría, acumular bienes y así elevar el nivel de vida. No solo se buscaría congregar a una población dispersa en asentamientos con núcleo, si no que era un deber obligatorio en la institución virreinal que se desarrollen leyes, delegue magistrados y desarrolle una república ordenada y unida (la Sociedad política indiana) que en simultáneo buscara inculcar a sus integrantes la «policía», ósea, el estilo de vida acorde a las normas de urbanidad. Así, la reducción servía como una "conversión civil" que debía conducir a la conversión espiritual a la Cristiandad.

#### Pueblos de reubicación
Antes de la construcción de los pueblos de reubicación, los indígenas de los Andes vivían en pueblos pequeños, localizados y dispersos, que eran difíciles de supervisar para las autoridades españolas. Una motivación principal para el programa de reasentamiento masivo "fue establecer un control estatal directo y facilitar la cristianización de la población nativa por parte de la iglesia, al tiempo que mejoraba la recaudación del impuesto tributario y la asignación de mano de obra".
Los planes de Toledo contemplaban 840 reducciones con una población total de alrededor de 1,4 millones de indígenas, un promedio de unas 1600 personas por reducción. El diseño estructural de las reducciones se basó en una plantilla común, siguiendo el modelo de un pueblo rural de estilo español. Cada asentamiento se construyó con una cuadrícula de calles uniforme y cuadrilátera. Cada reducción tenía una plaza, alrededor de la cual se disponían los principales edificios: una iglesia con un sacerdote asignado, una prisión y un albergue para viajeros. Se pueden describir mejor como un tipo de campamento diseñado para modelar una ciudad ordenada.
Gobernadores especiales, bajo los títulos de corregidores de indios, fueron designados para supervisar las reducciones y fueron investidos de autoridad. Recibieron instrucciones de crear cabildos en las reducciones comunes que fueron reclutados de la población en general. El esfuerzo por reclutar plebeyos tenía como objetivo socavar la influencia de los curacas, los señores indígenas que aún poseían el poder en las sociedades andinas. Sin embargo, muchos curacas utilizaron su conocimiento y capital social como palanca contra los corregidores, lo que hizo que el gobierno de reducción fuera menos simple de lo que suponían las autoridades españolas.
Las reducciones de Toledo se han caracterizado tanto por su éxito como por sus fracasos. Muchos pueblos de Perú y Bolivia remontan su fundación a la creación de una reducción, por ejemplo Huancayo y Cochabamba respectivamente.

#### Impacto en los pueblos indígenas
El movimiento hacia las reducciones fue muy perjudicial para las sociedades indígenas. Los lazos familiares y de parentesco tradicionales que existieron durante siglos se vieron perturbados cuando las pequeñas aldeas se vieron obligadas a consolidarse en asentamientos mal organizados y, a menudo, demasiado grandes. Este entorno de vida diferente obligó a los nativos a aclimatarse a un nuevo orden socioeconómico en el que su poder fue severamente restringido por la violenta coerción de las fuerzas españolas.
Felipe Guamán Poma de Ayala, cronista indígena, relata los cambios por las reducciones en Primer nueva corónica y buen gobierno. Señala que el sistema agrícola andino local prosperó con base en parcelas cultivadas de acuerdo con los microclimas de la cordillera de los Andes. Cada microclima y producto agrícola correspondiente contribuyó a la salud y el bienestar general de la población nativa americana. Sin embargo, las reducciones destruyeron esta "'organización vertical de la agricultura'", aumentó la incidencia de enfermedades y la población nativa siguió disminuyendo durante al menos otros 50 años después de Toledo. Un informe al rey Felipe II en la década de 1580 decía que "muchos de los indios han muerto en las minas, en otros trabajos, o de las epidemias recurrentes; otros han huido para escapar de sus obligaciones de trabajo y tributo".
La población indígena fue arrancada de su sistema agrícola y cultivos establecidos, y de sus pueblos familiares, y con frecuencia fueron reubicados en diferentes zonas climáticas, lo que requería nuevos cultivos y técnicas. Guamán Poma también señala que los nuevos sitios estaban "a veces establecidos en tierras húmedas que causan pestilencia" (enfermedad). A pesar de la explotación y las dificultades que enfrentaron los nativos, muchos encontraron formas de ejercer su agencia donde se presentó la oportunidad.

### Reglamentación del tributo indígena
El virrey Francisco de Toledo reglamentó la recolección del tributo indígena, exigiendo que el pago fuera hecho en moneda, pese a lo cual los indígenas siguieron pagando en especias. Estaban obligados a pagarlo los individuos de 18 hasta los 50 años, pero ambos extremos fueron arbitrariamente ampliados por los encomenderos, corregidores y curacas a quienes correspondía efectuar la cobranza, a fin de mantener así el rendimiento de la renta.

### Reglamentación de lamita

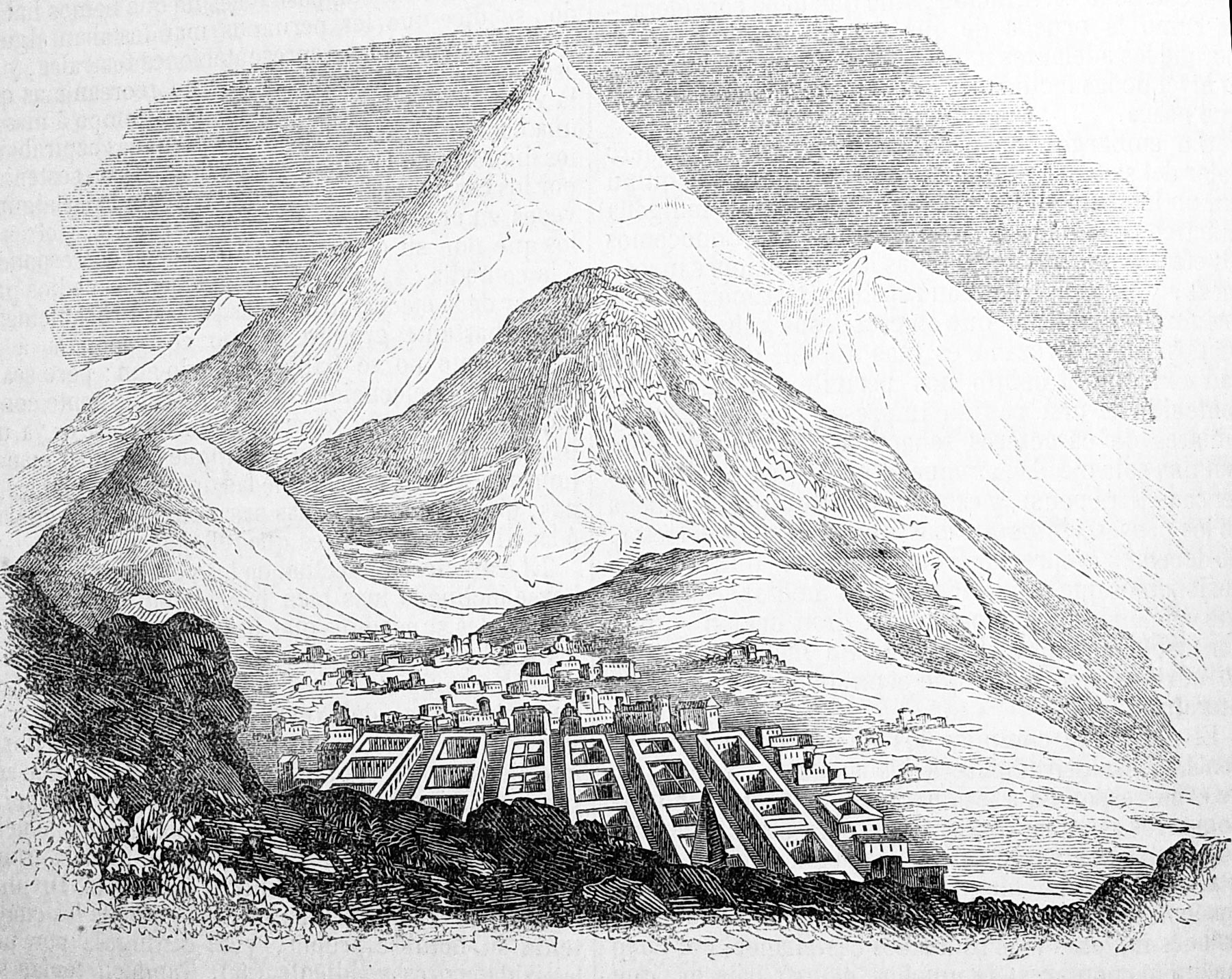
Vista del cerro de Potosí (en Historia de la conquista del Perú, de William H. Prescott, edición en español. 1851).

El objetivo más importante de las reducciones de Toledo era facilitar el acceso a la mano de obra andina, especialmente para las minas cuyos ingresos eran importantes para las finanzas de España. Trató de adaptar las estructuras políticas y sociales de los incas a la vida en el virreinato. También usó el antiguo sistema de mita, que había sido una forma de trabajo corvea en el Tahuantinsuyo, como una forma de trabajo nativo forzado.
De acuerdo a lo dispuesto por las ordenanzas, los pueblos indígenas debían proveer un número de trabajadores para la construcción de puentes, caminos y edificios administrativos y religiosos; para el mantenimiento de tambos o posadas; y para industrias tales como la extracción de minerales, las fábricas de paños (obrajes) y las estancias. Las más odiadas por los nativos fueron la mita minera y la obrajera.
El descenso de la población indígena y la falta de mano de obra para los obrajes, sobre todo entre los trabajadores en las minas, obligaron a la corona española a llevar esclavos negros al virreinato para trabajar de forma precaria de la misma manera.

#### Auge de la minería
La minería, especialmente la minería de plata, fue la empresa económica más importante del virreinato. Las minas de Potosí en Bolivia produjo aproximadamente el 60% de toda la plata extraída en el mundo durante la segunda mitad del siglo XVI. Un impuesto del veinte por ciento sobre la minería era una fuente importante de ingresos para el Imperio español.
La plata se extrajo de Potosí con métodos incas, pero la plata más pura se agotó en la década de 1560 y la producción disminuyó. Sin embargo, en Nueva España se inventó el método de patios, un nuevo proceso para purificar el mineral de plata usando mercurio. Toledo confiscó las minas de mercurio en Huancavelica para la corona española e introdujo el método de patios. Lo calificó como "el matrimonio más importante del mundo entre la montaña de Huancavelica y la montaña de Potosí". Entre 1571 y 1575 se quintuplicó la producción de plata.
El aumento en la producción de plata y mercurio resultó en una demanda de miles de trabajadores y gran parte de la demanda fue cubierta por trabajadores forzados.

## Impacto social
Las consecuencias sociales de las reformas de Toledo, para la historia política del Perú, podrían resumirse del siguiente modo:
1. Tras su visita general por el Perú en los años 1570-1575, dispondría lo siguiente: Que decenas de visitadores fueran a donde no se habría llegado antes, otorgar respuesta inmediata a las denuncias de abusos (como el incumplimiento de las normas, la falta de respeto a cualquier autoridad, la inaplicación de las leyes, el abandono de las minas y obrajes), y ponerle fin los levantamientos de españoles y de indios (castigando y condenando sin contemplación).
2. Ordenó la incautación de las obras de Montesinos, Las Casas, Zumárraga, Garcés, Toribio de Benavente, Vitoria y de otros clérigos.
3. Ordenó incautar todas las crónicas y escritos sobre la Conquista y Pacificación del Perú.
4. Ordenó recoger toda la información posible sobre el Mundo Antiguo, haciendo que Juan Polo de Ondegardo, Juan Matienzo, José Acosta, Pedro Sarmiento de Gamboa y otros rescribieran la historia de los Incas según los cánones europeos, para así justificar la Conquista y Pacificación del Perú.
5. La nueva historia del Mundo Antiguo y de los Incas debía ser difundida y enseñada a los españoles, mestizos e indios como la versión oficial de los hechos acontecidos en el Perú.
6. Ordenó la incautación de los títulos y mercedes otorgados a la nobleza indígena por la Corona, en vista de las intrigas y denuncias de conspiración de nobles indígenas.
7. Reorganizó a la nobleza indígena del Virreinato del Perú, legitimando a todos aquellos que se ajustaran a los parámetros establecidos por la Corona. Los nobles Incas del Cuzco fueron reducidos en parroquias y fueron obligados a pagar tributo juntamente con los yanaconas o hatunrunas.
8. Instaló el Tribunal del Santo Oficio de la Inquisición en Los Reyes el 29 de enero de 1570 y el Tribunal de la Santa Cruzada en 1574.
9. El 12 de mayo de 1571 dispuso la secularización y reconversión de la Universidad de San Marcos, lo que hizo que la comunidad universitaria de estudiantes y profesores tuviera autonomía y sustento económico.
10. Reorganizó a los indios en reducciones y aprobó la institución de los Cabildos y Comunidades de Indios, lo que permitió su autogobierno, bajo la tutela de un protector de indios y clérigos evangelizadores.
11. Lideró la guerra contra el Reino de Vilcabamba y ordenó la ejecución del soberano Túpac Amaru en 1572, con venia del rey Felipe II. Los territorios controlados por los Incas rebeldes fueron anexados y posteriormente los implicados fueron desterrados a Lima para ser juzgados y condenados.
12. Ordenó la expulsión de los españoles sin trabajo, sin licencia y los que tuvieran familia constituida en España.
13. Ordenó la construcción de caminos, canales, puentes y vías en todo el Perú.
14. Ordenó la construcción de iglesias, imprentas, ciudades, pueblos, puestos militares, hospitales, ministerios, escuelas, colegios (San Felipe y San Marcos) y obrajes.
15. Reorganizó el tributo indígena y la mita.
16. Nombró nuevos corregidores, gobernadores y alcaldes en todas las dependencias del Perú.
17. Reorganizó la Real Hacienda, el sistema laboral, sistema salarial y el reglamento de comercio.
18. Exigió a los clérigos el estricto cumplimiento de las normas emanadas del Concilio de Trento. Recibiendo cierta negativa de los jesuitas.
19. Exigió al clero la correcta evangelización de los indios, utilizando todos los métodos posibles y de acuerdo a la ley.
20. Posibilitó el aprendizaje y uso de la “Lengua General de los indios del Perú” (quechua) para la evangelización y administración.
21. Impulsó la creación de la Armada del Mar del Sur en 1580.
22. Se encargó de deshacer intentos de conspiración y encarceló a personajes peligrosos para el régimen.
23. Castigó a los funcionarios que abusaban de los indios ordinarios.